# Rocche di Sant'Anna - Valle del Fico
Rocche di Sant'Anna - Valle del Fico este o arie protejată (arie specială de conservare — SAC, sit de importanță comunitară — SCI) din Italia întinsă pe o suprafață de 127 ha, din care 1 % marine.

## Localizare
Centrul sitului Rocche di Sant'Anna - Valle del Fico este situat la coordonatele 44°17′14″N 9°23′31″E / 44.287222°N 9.391944°E.

## Înființare
Situl Rocche di Sant'Anna - Valle del Fico a fost declarat sit de importanță comunitară în iunie 1995 pentru a proteja 29 de specii de animale. Situl a fost protejat și ca arie specială de conservare în aprilie 2017.

## Biodiversitate
Situată în ecoregiunea mediteraneană, aria protejată conține 11 habitate naturale: Faleze cu vegetație de Limonium spp. endemic de pe coastele mediteraneene, Pajiști uscate seminaturale și facies de acoperire cu tufișuri pe substraturi calcaroase (Festuco-Brometalia) (* situri importante pentru orhidee), Păduri aluvionare cu Alnus glutinosa și Fraxinus excelsior (Alno-Padion, Alnion incanae, Salicion albae), Păduri de Castanea sativa, Pante stâncoase silicioase cu vegetație casmofită, Recifuri, Tufărișuri termo-mediteraneene și de pre-deșert, Formațiuni scunde de Euphorbia în apropierea falezelor, Pajiști carstice calcaroase sau bazofile, de Alysso-Sedion albi, Păduri de pin mediteraneene cu pini mezogeni endemici, Pseudostepă cu ierburi și specii anuale de Thero-Brachypodietea.
La baza desemnării sitului se află mai multe specii protejate:
- păsări (27): pițigoi codat (Aegithalos caudatus), sticlete (Carduelis carduelis), florinte (Chloris chloris), cuc (Cuculus canorus), pițigoi albastru (Cyanistes caeruleus), egretă mică (Egretta garzetta), măcăleandru (Erithacus rubecula), cinteză (Fringilla coelebs), Hippolais polyglotta, capîntortură (Jynx torquilla), Larus argentatus, pescăruș râzător (Larus ridibundus), privighetoare (Luscinia megarhynchos), mierlă albastră (Monticola solitarius), ciuf-pitic (Otus scops), pițigoi mare (Parus major), pițigoi de brădet (Periparus ater), codroș de munte (Phoenicurus ochruros), pitulice de munte (Phylloscopus collybita), aușel sprâncenat (Regulus ignicapilla), cănăraș (Serinus serinus), silvie cu cap negru (Sylvia atricapilla), silvie mediteraneană (Sylvia melanocephala), chiră de mare (Thalasseus sandvicensis), pănțărușul (Troglodytes troglodytes), mierlă (Turdus merula), sturz-cântător (Turdus philomelos)
- nevertebrate (2): croitorul mare al stejarului (Cerambyx cerdo), rădașcă (Lucanus cervus)

Pe lângă speciile protejate, pe teritoriul sitului au mai fost identificate 10 specii de plante, 4 specii de nevertebrate, 3 specii de reptile.